# Municipio de Acatlán (Veracruz)
El Municipio de Acatlán es uno de los 212 municipios que integran el estado mexicano de Veracruz que se ubica en la región centro del área montañosa del estado.
Su superficie es de 20,56 km², lo cual representa el 0.03% de la superficie total del estado. Su población es de apenas 2655 personas, de las cuales, tan solo 30 hablan lenguas indígenas. Se encuentra regado por los ríos Actopan y Pájaro Verde. Se celebra el 1 de septiembre las fiestas en honor de la Señora de los Remedios, el 30 de noviembre la fiesta religiosa en honor de san Andrés.
Acatlán; viene del náhuatl, prefijo acatl=caña o carrizo, sufijo tlantli= entre, alrededor de, sobre o abundante, "lugar entre caña o carrizos". su fundación no se sabe con exactitud, pero se tiene registro desde la época prehispánica y se dice que en tiempos de Moctezuma tenía gente de guarnición y armas. En la colonia estuvo bajo la encomienda de Martín de Mafra.
Su riqueza está representada por su vegetación, sobresalen el ciprés y el encino por lo apreciado de su madera. El principal producto agrícola y la superficie correspondiente que se cosecha es el maíz con 600.00 hectáreas. Existen 82 unidades de producción rural con actividad forestal, de las que 46 se dedican a productos maderables.

## Toponimia
Como la gran mayoría de los nombres de municipios de México, proviene de un vocablos náhuatl, Acatl que significa caña y Tlan que significa abundancia, por lo que se podría interpretar como lugar abundante en cañas.

## Geografía

### Localización
Sus límites son: al norte con Chiconquiaco, al noroeste con Landero y Coss, al este con Tepetlán, al sur con Naolinco y al oeste con Mihuatlán.

### Orografía
Ubicado dentro de la zona montañosa de la Sierra de Chiconquiaco, sobre rocas ígneas y ahora basaltos extrusivas del cuaternario, sobre áreas donde originalmente había suelo denominado andosol.

## Clima
Coexisten dos climas en el territorio municipal, en su mayoría semicálido húmedo con lluvias todo el año y en menor extensión territorial templado húmedo con abundantes lluvias en verano, con temperaturas promedio entre 16 y 20°C, con una precipitación promedio entre 1500 y 2000 mm.

## Economía
Las principales actividades son la agricultura y en menor medida la ganadería, la siembra consiste casi en su mayoría del cultivo del maíz, en cuanto a la ganadería se centra en la producción de leche de ganado bovino, otra pequeña parte se dedica a la elaboración de calzado, sin que sea esta significativa para el desarrollo económico del municipio.

## Comunicaciones
El municipio cuenta con 18 km de carreteras, en su mayoría estatales rurales, las cuales comunican a las dos principales comunidades del municipio, Veinticuatro y Plan del Pino (Plan del Coyote).

## Gobierno y administración
El gobierno del municipio está a cargo de su Ayuntamiento, que es electo mediante voto universal, directo y secreto para un periodo de tres años que no son renovables para el periodo inmediato posterior pero sí de forma no continua. Está integrado por el presidente municipal, un síndico único y un regidor, electo por mayoría relativa. Todos entran a ejercer su cargo el día 1 de enero del año siguiente a su elección.

### Subdivisión administrativa
Para su régimen interior, el municipio además de tener una cabecera y manzanas, se divide en rancherías y congregaciones, teniendo estas últimas como titulares a los subagentes y agentes municipales, que son electos mediante auscultación, consulta
ciudadana o voto secreto en procesos organizados por el Ayuntamiento. en el caso específico de Acatlán se cuenta con una sola congregación, Veinticuatro, donde su agente municipal es electo por plebiscito.

### Representación legislativa
Para la elección de diputados locales al Congreso de Veracruz y de diputados federales al Congreso de la Unión, el municipio se encuentra integrado en el Distrito electoral local IX Misantla con cabecera en la ciudad de Misantla y el Distrito electoral federal VIII Xalapa con cabecera en la ciudad de Xalapa-Enríquez.